# King Digital Entertainment Plc.
King Digital Entertainment Plc. és una empresa de videojocs britànica propietat d'Activision Blizzard. Actualment desenvolupa jocs per a mòbils (iOS, Android, Windows Phone), Facebook i Windows 10. Va guanyar fama després de llançar el títol de plataforma creuada Candy Crush Saga el 2012, considerat el primer joc reeixit del model freemium. Va ser adquirida per Activision Blizzard al febrer de 2016 per 5,9 mil milions de dòlars. Al gener de 2022, Microsoft va anunciar la compra d'Activision Blizzard per part de la primera per 68 700 milions de dòlars, que s'espera que finalitzi el 2023.
King està dirigida per Riccardo Zacconi, que ocupa el lloc des que va cofundar la companyia el 2003. Tjodolf Sommestad és el president actual del Consell d'Administració.

## Història

### Fundació
Abans de fundar King, Zacconi i Toby Rowland van treballar junts a upDate.com, un lloc web de cites creat per Melvyn Morris que el 2003 va ser el segon més gran del món. Morris va optar per vendre el lloc web a la pàgina web de cites líder d'aquell moment, Match.com (una subsidiària d'IAC), per 150 milions el 2003.
Zacconi i Rowland es van unir a Sebastian Knutsson, Thomas Hartwig, Lars Markgren i Patrik Stymne, tots els que havien treballat anteriorment amb Zacconi al portal Spray, per crear una nova companyia amb King.com que va ser fundada a Suècia el 2003, i inicialment va començar amb el desenvolupament de videojocs basats en el navegador. Morris va servir com a president, mentre que Zacconi i Rowland eren co-CEOs.
Inicialment, King no era rendible, i gairebé es va declarar en fallida fins que una infusió d'efectiu de Morris la vigília de Nadal del 2003 va ajudar a finançar l'empresa. El 2005, la companyia havia pogut obtenir beneficis i durant aquest any, la companyia va recaptar 43 milions venent una participació gran a Apax Partners i Index Ventures. Aquesta inversió va ser la darrera que l'empresa va haver de fer fins a la seva oferta pública inicial.
King va continuar desenvolupant jocs per al seu portal web, que també compartiria amb altres portals com ara Yahoo! El 2009, la companyia estava fent al voltant de 60 milions anuals. Rowland va sortir de la companyia el 2008 per fundar Mangahigh, un portal web destinat a jocs de matemàtiques educatius, i va vendre la seva participació a la companyia per 3 milions el 2011. L'inversor Angel i l'exmembre del consell Klaus Hommels van vendre la seva participació al mateix temps.

### Transició als jocs socials
Al voltant del 2009, els jocs de xarxes socials a Facebook van començar a guanyar popularitat, liderats principalment a través de jocs desenvolupats per Zynga. King va veure una caiguda significativa en els jugadors en els seus jocs de portal com a resultat, i va començar a desenvolupar els seus propis jocs basats en Facebook utilitzant els jocs ja desenvolupats al portal King.com, amb el seu primer joc llançat el 2010. King va utilitzar el seu portal web com un camp de proves per a noves idees de joc i determinar quins portar a Facebook, així com determinar com implementar diverses microtransaccions per al joc destil de torneig en els jocs de Facebook. El seu primer joc a la web multiplataforma a Facebook, Miner Speed, que va permetre compartir informació de jugadors entre plataformes, va ser llançat el 2011, i va ser un joc d'atzar de partit inspirat a Bejeweled. Seguint aquest model, l'octubre del 2011, la companyia va llançar Bubble Witch Saga a les dues plataformes. Bubble Witch Saga va introduir la naturalesa d'un joc de "saga", que en comptes de jugar el mateix tauler mentre el jugador pogués seguir igualant partits, que, en canvi, el joc oferia nivells individuals que desafiarien el jugador a completar certs gols en un nombre limitat de trets. Aquests elements de la saga van permetre els fonaments del joc social, però no van requerir la inversió de temps que els títols tan populars com Farmville de Zynga requerien; els jugadors podien jugar només uns minuts cada dia a través del model de la saga.
La fórmula va demostrar ser molt reeixida, i el gener del 2012, Bubble Witch Saga tenia més de 10 milions de jugadors i va ser un dels jocs més jugats de Facebook. L'abril del 2012, King tenia el segon nombre més gran de jugadors, al voltant de 30 milions d'usuaris únics, superat només per Zynga a la plataforma de Facebook. El director de les associacions de jocs de Facebook, Sean Ryan, va descriure el creixement de King.com a la plataforma com: no van ser un flaix al pa, han estat al voltant de set anys, però van sortir de cap part en una àrea inesperada. King va llançar Candy Crush Saga l'abril de 2012, basat en la popularitat del seu joc de portal web Candy Crush i seguint el model de saga de Bubble Witch Saga. El joc va atreure més de 4 milions de jugadors en poques setmanes.
La popularitat de Bubble Witch Saga i Candy Crush Saga va portar King a iniciar una nova estratègia per desenvolupar-se per al creixent mercat de jocs mòbils, d'una manera que permetés als jugadors sincronitzar-se amb La plataforma de Facebook. Zacconi va dir que a mesura que els consumidors i la indústria se centren més en els jocs per a dispositius mòbils, el llançament d'un joc realment multiplataforma a Facebook ha estat una prioritat per a King. Una versió mòbil per al dispositiu iOS de Bubble Witch Saga va ser llançada al juliol de 2012, mentre que la versió mòbil d'iOS de Candy Crush Saga va ser llançada a l'octubre de 2012. Tots dos jocs van veure augments en el nombre de jugadors únics amb la introducció mòbil; King va veure que el nombre de jugadors que ja havien caigut a la llista de Bubble Witch Saga es va estabilitzar amb el llançament de la versió mòbil, mentre que Candy Crush Saga va veure més de 5,2 milions de jugadors únics a Facebook el novembre de 2012 i que continuaven escalar. A més, la publicitat en el joc, que representava al voltant del 15% dels ingressos de King.com, s'havia multiplicat per deu des del 2011 fins al 2012. Els usuaris van pujar a 408 milions a finals del 2013. Els ingressos per a King.com van augmentar de poc més de 62 milions el 2011 a 1,88 mil milions el 2013.
El març del 2013, en el 10è aniversari de la seva fundació, la companyia va anunciar que estava deixant caure la part ".com" de la seva marca i continuaria en tan sols com a King.

### Oferta pública inicial
A mitjan 2013, King havia considerat la presentació d'una oferta pública inicial (OPI) als Estats Units. Zacconi havia dit que l'OPI és una opció... Estem construint l'empresa i part d'això és investigar opcions.
La companyia va sol·licitar l'oferta pública inicial (IPO) el setembre del 2013. La seva presentació es va fer utilitzant els drets d'emissió a la Llei de Startups de Jumpstart Our Business per mantenir els detalls de l'IPO en secret fins que s'oferís. L'OPI va guanyar gran interès, ja que va seguir l'OPI de mil milions de Zynga el 2011 i l'OPI de Twitter a principis de mes.
King va completar això el 26 de març de 2014. Amb un preu de 22,50 dòlars per acció, la meitat del rang de preus projectats, l'OPI va valorar la companyia en 7.080 milions. Gairebé 500 milions es van aixecar amb la venda de 22.2 milions d'accions. D?aquests, 15,3 milions d?accions provenen de la companyia i la resta d ?Apax i altres parts interessades. Va ser la major oferta inicial d'IPO per a una companyia de jocs mòbils socials als Estats Units, estrenyent l'oferta de Zynga el 2011. Per celebrar el debut, les mascotes Candy Crush van anar a la Borsa de Nova York. Morris és l'accionista més gran de la companyia amb aproximadament 35,6 milions d'accions valorades en 821 milions de dòlars. La companyia va començar a operar sota el símbol KING a la Borsa de Nova York.
Les accions de King van caure un 15,6% el primer dia de negociació, tancant a 19$. Al juny, la valoració de la companyia havia caigut en 2 mil milions, encara que altrament encara era rendible. Zacconi va assenyalar que la seva estratègia a partir d'aquest punt no era trobar un altre "mega-hit" com Candy Crush Saga, sinó "construir una cartera de jocs", portant el disseny del joc de King a altres gèneres. Els ingressos després de la sortida a borsa van ser més de 2,6 mil milions de dòlars el 2014, amb Candy Crush Saga generant gairebé la meitat d'aquesta quantitat.

### Adquisició
El novembre del 2015, Activision Blizzard va anunciar els seus plans per adquirir King Digital Entertainment per 5.900 milions de dòlars. Després de l'anunci de la notícia, els Estats Units han informat que "l'acord dona accés immediat a Activision al creixent públic de jocs mòbils, el sector de videojocs que està creixent ràpidament". El 23 de febrer del 2016, Activision Blizzard va tancar la seva adquisició de King Digital Entertainment per un acord de 5.900 milions de dòlars. Activision Blizzard com a resultat opera la xarxa de jocs més gran del món, arribant al voltant de 500 milions d'usuaris a 196 països. Quant a l'adquisició de King, el CEO d'Activision Blizzard va explicar que «veiem grans oportunitats per crear noves formes perquè el públic experimenti les seves franquícies favorites, des de Candy Crush fins a World of Warcraft fins a Call of Duty. I més, a través de dispositius mòbils, consoles i ordinadors personals».

### Adquisició de Peltarion
El 14 de juny de 2022, van anunciar la compra de Peltarion, una companyia sueca d'intel·ligència artificial. L'objectiu és integrar la seva tecnologia als jocs de King. Aquesta tecnologia es basa en l'aprenentatge automàtic sense codi que permet als usuaris interactuar amb models d'aprenentatge profund que es desenvolupen amb una gran velocitat, a més de trobar-se al núvol.

### Model d'ingressos
Els jocs de King, abans de juny de 2013, van generar ingressos per a la companyia a través d'una combinació de publicitat en el joc i microtransaccions. Aquestes microtransaccions permeten als jugadors utilitzar fons per comprar elements de reforç al joc que podrien utilitzar-se per ajudar a eliminar certs nivells, vides addicionals i accés immediat a nous nivells en lloc d'haver d'esperar uns dies.
El juny del 2013, la companyia va optar per eliminar tota la publicitat en el joc dels seus jocs, basant-se únicament en microtransaccions. La companyia ha assenyalat que a causa del seu "enfocament a oferir una experiència d'entreteniment ininterrompuda per a la nostra xarxa de jugadors lleials a través de la web, tauleta i mòbil, malauradament ha portat a la difícil decisió d'eliminar la publicitat com a element central de l'estratègia general de King". Els ingressos publicitaris només van representar el 10% dels guanys de la companyia el 2012 i només l'1% el 2013; La companyia als seus arxius d'IPO va declarar que no preveu cap benefici addicional dels ingressos publicitaris. Tot i que King depèn en gran manera de les compres en el joc, s'estima que només els percentatges d'un sol dígit de tots els jugadors dels seus jocs han gastat diners als títols. El quart trimestre del 2014, King tenia 356 milions d'usuaris únics mensuals, dels quals 8,3 milions gastaven diners. El 2,3% que paga va gastar una mitjana de 23,42 $ al mes dins dels jocs.
King va afirmar que el seu model està destinat a seguir atraient els jugadors existents i nous a tots els seus jocs: "Si el cost d'adquirir jugadors és més gran que els ingressos que generem amb el temps d'aquests jugadors i si no podem migrar amb èxit els nostres jugadors actuals a Nous jocs i noves plataformes, com ho hem fet històricament, els nostres resultats comercials i d'explotació es veuran perjudicats”.

## Jocs
Els jocs de King ofereixen una reproducció sincronitzada, cosa que permet als usuaris connectar-se al seu compte de Facebook mentre juguen al telèfon intel·ligent o tauleta. Això significa que el progrés de l'usuari s'actualitza a totes les plataformes, permetent al jugador canviar de telèfon intel·ligent, tauleta, etc., sense perdre el progrés en el joc. També ofereixen dos dels seus jocs per connectar - se a KakaoTalk a Corea del Sud.
Bubble Witch Saga va ser el primer joc mòbil de King, llançat al juliol de 2012 després del seu llançament a Facebook al setembre de 2011. Bubble Witch Saga i la seva seqüela Bubble Witch 2 Saga són versions de Puzzle Bobble. Papa Pear Saga va ser llançat al març de 2013 a Facebook, és una variació de Peggle. Pepper Panic Saga va ser llançat el gener de 2014 com un joc de correspondència a Facebook. Va ser classificat com el 23° joc més jugat a Facebook al gener de 2014. Al voltant de 2012, Pyramid Solitaire Saga va ser llançat a Facebook al maig de 2014.
A la fi de 2012, Pet Rescue Saga va ser llançat a Facebook, després a iOS i Android al juny de 2013 , Candy Crush Soda Saga va ser llançat a Facebook  i Bubble Witch 2 Saga va ser àmpliament llançat per a iOS i Android.  Al novembre de 2014 , Candy Crush Soda Saga va ser àmpliament llançat en Android i iOS.  Alpha Betty Saga va ser llançat a Facebook a l'abril de 2015. Aquest joc és una variació de Bookworm.
El 2013, King va adquirir el motor de joc Defold, desenvolupat per Ragnar Svensson i Christian Murray el 2007 com un motor de joc 2D lleuger. Els dos havien ofert el motor a King, així com els seus serveis com a contractistes per donar-li suport, i més tard va comprar el motor, usant-ho primer per al joc Blossom Blast Saga. El març del 2016, King va llançar el motor Defold com una eina de desenvolupament gratuïta per a qualsevol usuari.

### Candy Crush Saga
El joc més popular de King és Candy Crush Saga, que va ser llançat al lloc web del mateix al març de 2011, que és un joc de rajoles. Es va llançar a Facebook l'abril del 2012 i ràpidament va guanyar popularitat. Després del seu èxit a Facebook, King va llançar Candy Crush Saga en dispositius mòbils (iOS i Android) el novembre de 2012. El joc va ser descarregat més de 10 milions de vegades el primer mes. El gener de 2013, va esdevenir el joc més jugat a Facebook. Tenia més de 45 milions d'usuaris mensuals el març del 2013. El gener del 2014, va obtenir més de 150 milions d'usuaris mensuals.

### Llista de jocs de Facebook desenvolupats per King
| Joc                          | Data de llançament    | Descripció |
| ---------------------------- | --------------------- | --- |
| Bubble Witch Saga            | 27 d'octubre del 2011 | Igual que el Puzzle Bobble, els jugadors apunten bombolles de colors en un camp, esborrant bombolles cada vegada que fan tres o més partits d'interconnexió. |
| Pyramid Solitaire Saga       | 14 de gener de 2012   | Basat en el joc de cartes solitari Pyramid, els jugadors intenten netejar un tauler de cartes seleccionant les cartes que tenen el següent valor més alt o més baix de la carta que acaba de seleccionar o tractar.                                                                                        |
| Candy Crush Saga             | 12 d'abril del 2012   | Un joc de rajoles dintercanvi de 3 partits, però inclou rajoles de dolços especials que es poden crear a partir de partits i objectius únics. |
| Pet Rescue Saga              | 11 d'octubre del 2012 | Basat en SameGame on el jugador selecciona les caixes adjacents coincidents del mateix color per netejar el tauler de joc, alliberant els animals sobre les caixes una vegada que arriben al fons. |
| Papa Pear Saga               | 25 de febrer de 2013  | Una variació de Peggle on el jugador ha de disparar projectils sobre un tauler de joc per aclarir diverses clavilles i aterrar els projectils als contenidors de puntuació a la part inferior del tauler de joc.                                                                                           |
| Farm Heroes Saga             | 7 de març de 2013     | Un joc de rajoles on el jugador ha de recollir diversos cultius per satisfer la quota de cada trencaclosques. |
| Pepper Panic Saga            | 30 d'octubre del 2013 | Un joc de rajoles on el jugador ha de recollir els pebrots picants, on els partits es basen en el color i la mida, i un partit reeixit deixa enrere un pebrot duna mida més gran. |
| Diamond Digger Saga          | 13 de març de 2014    | Una altra variació de SameGame, però on combinar grups de rajoles del mateix color aclareix brutícia i roca per crear una ruta perquè l'aigua flueixi i entre l'entrada i la sortida del nivell. |
| Bubble Witch 2 Saga          | 12 de maig de 2014    | Una seqüela de Bubble Witch Saga, seguint principalment la mateixa mecànica de joc, però afegint nous tipus de nivells. |
| Candy Crush Soda Saga        | 20 d'octubre del 2014 | L'expansió de Candy Crush Saga afegint més tipus de rajoles dolces, nivells d'ompliment de soda que fa que les rajoles de caramel surin en lloc d'enfonsar-se i altres objectius de trencaclosques. |
| Alpha Betty Saga             | 13 d'abril del 2015   | Un joc d'aparellament de rajoles seguint el concepte de Boggle i Bookworm quan el jugador intenta fer paraules de rajoles de lletres adjacents. |
| Scrubby Dubby Saga           | 11 de juliol de 2015  | Un joc de rajoles similar a Chuzzle on en lloc d'intercanviar títols, el jugador llisca una fila o columna per fer coincidències. |
| Paradise Bay                 | 6 d'agost del 2015    | Un joc de simulació de llogaret a la naturalesa de Farmville, desenvolupat per Z2, un estudi adquirit per King. |
| Blossom Blast Saga           | 5 de novembre de 2015 | Una variant de Talismania, flors de diversos colors es col·loquen en una hexagrama hexagonal, i el jugador traça una línia de flors de color similar perquè coincideixi amb elles i fer-les florir. Les flors completament florides llavors s'amplien i "esclaten", aclarint les flors al voltant d'elles. |
| Candy Crush Jelly Saga       | 6 de gener de 2016    | L'expansió de Candy Crush Saga i Candy Crush Soda Saga, amb molts nivells que requereixen que els jugadors disseminin gelea a través del tauler de joc, i afegint la batalla del cap amb un ordinador adversari.                                                                                           |
| Farm Heroes Super Saga       | 28 de juny de 2016    | Expandint Farm Heroes Saga, els jugadors han d'ajudar a l'esquirol per obtenir les femelles mitjançant el desplaçament dels quadrats al tauler però cada moviment de prendre el vent bufa en aquesta direcció moure els colors al tauler.                                                                  |
| Shuffle Cats                 | 12 d'octubre del 2016 | Un joc com el rummy on l'objectiu és combinar un nombre de cartes abans que l'oponent ho faci. |
| Bubble Witch Saga 3          | 11 de gener de 2017   | Una seqüela de la sèrie Bubble Witch Saga. |
| Crash Bandicoot: On The Run! | 25 de març de 2021    | Una nova aventura de Crash amb la seva germana Coco, en què tots dos uniran forces per arruïnar els plans del Dr. Neo Cortex i tornar la llibertat als universos envaïts per aquest. |

### Jocs d'iOS
A partir de gener de 2017, King té 17 jocs disponibles per descarregar a l'App Store. Els jocs són: Blossom Blast Saga, Bubble Witch Saga, Bubble Witch 2 Saga, Candy Crush Saga, Candy Crush Soda Saga, Candy Crush Jelly Saga, Diamond Digger Saga, Farm Heroes Saga, Papa Pear Saga , Pet Rescue, Scrubby Dubby Saga, Alpha Betty Saga, Paradise Bay, Farm Heroes Super Saga, and Shuffle Cats.

### Jocs d'Android
A partir de gener de 2017, King té 17 jocs disponibles per descarregar a la Google Play Els jocs són: Blossom Blast Saga, Bubble Witch Saga, Bubble Witch 2 Saga, Candy Crush Saga, Candy Crush Soda Saga, Candy Crush Jelly Saga, Diamond Digger Saga, Farm Heroes Saga, Papa Pear Saga, Pet Rescue Saga, Pyramid Solitaire Saga, Scrubby Dubby Saga, Alpha Betty Saga, Paradise Bay, Farm Heroes Super Saga, Shuffle Cats, Pet Rescue Puzzle Saga, Diamond Dia, Legend of Solgard, Royal Charm Slots i Crash Bandicoot: On the Run! (2021).

### Jocs de Windows
A partir d'abril de 2016, King té 5 jocs disponibles per descarregar a la Windows Store. Els jocs són: Candy Crush Saga, Candy Crush Soda Saga, Candy Crush Jelly Saga, Papa Pear Saga, and Paradise Bay.

### Jocs de Kakao disponibles a Corea del Sud
Dos dels jocs de King es connecten amb Kakao Talk. Aquests són: Candy Crush Kakao, i Farm Heroes Kakao.

## Disputes de marques i clonació
Al gener de 2014, King va atreure la controvèrsia després d'intentar marcar les paraules "Candy" i "Saga" en els títols dels jocs. Això va impactar directament la sol·licitud de marca registrada de Stoic per a The Banner Saga, a la qual King va presentar una oposició, cridant al nom "enganyosament similar" als jocs de King. Stoic va dir que la disputa va dificultar la feina en una seqüela planificada del seu joc. El desenvolupador Runsome Apps es va oposar a la marca registrada de King del terme "Candy" per motius de "probabilitat de confusió", fent referència al seu joc CandySwipe, que va ser publicat dos anys abans de Candy Crush Saga. King posteriorment va disputar la marca registrada de CandySwipe. Al febrer de 2014, Runsome Apps va deixar l'acció legal i l'oposició a King, mentre que va publicar una carta oberta ofenent les pràctiques comercials de King en matèria de marques. El 17 d'abril del 2014, es va informar que King ha resolt les seves disputes amb Stoic Studio i Runsome Apps.
També al gener de 2014, el desenvolupador de jocs Matthew Cox va acusar King d'arrencar el seu joc Scamperghost, dient que el Pac-Avoid de King va ser un clon d'ell. Segons Cox, estava en converses amb King sobre la llicència de Scamperghost, però quan l'acord va caure, la companyia va llançar el joc Pac-Avoid. Cox va dir que Epicshadows, el desenvolupador de Pac-Avoid, li va dir que King se'ls havia acostat per "clonar el joc molt ràpidament". King va eliminar el joc del seu lloc web, però va negar l'al·legació de clonació, afirmant que estaven eliminant el joc "per evitar dubtes". Més tard, en un comunicat oficial al lloc web de la companyia, King va declarar: "Els detalls de la situació són complexos, però la conclusió és que mai no hauríem d'haver publicat Pac-Avoid, i ens disculpem per haver publicat en primer lloc. Vull ser clar: aquesta situació desafortunada és una excepció a la regla. King no clona els jocs i no volem que ningú faci cap clonació dels nostres jocs”.

## Premis
- Fastest-Growing UK Company – Media Momentum Digital Awards[64]
- Best Social Game – Candy Crush Saga, International Mobile Gaming Awards (2013)[65]
- Gold Stevie Award – Bubble Witch Saga, 9th Annual International Business Awards (2012)[66]
- Favorite App – Candy Crush Saga, 2014 Kids' Choice Awards a Despicable Me: Minion Rush.